# Cigánybűnözés
A cigánybűnözés a Kádár-kori kriminológiában, Magyarországon használt kifejezés, a kortárs közbeszédben diszkriminatív jelentéssel rendelkezik. Mivel sokan bizonyították, hogy nincs összefüggés a cigányság és a bűnözés között, mai használata megalapozatlan és gyűlöletkeltésre alkalmas.
A cigánybűnözés jelentéssűrítő szóösszetétel, amely egyrészt a cigányok által elkövetett bűncselekményeket jelöli, másrészt azokat a bűncselekményfajtákat, amelyeket téves vélekedés szerint főképp cigányok követnek el. A szó a Kádár-rendszerben a rendőrségi, kriminológiai szókincs részét képezte, a rendszerváltás óta használatát kerülik. A kétezres évek első évtizede közepétől kezdve a kifejezés használatáról élénk politikai viták zajlottak, miután a Jobbik Magyarországért Mozgalom, illetve a nemzeti radikális oldalhoz köthető média ismét használni kezdte több, cigány elkövetőkhöz kapcsolódó bűncselekmény kapcsán. A pártok többsége, valamint a cigány közéleti szereplők elutasítják a kifejezést, mivel rasszista megnyilvánulásnak tartják. A mai magyar társadalmi közvélekedésben is gyakori a cigányok és a bűnözés fogalmának szoros összekapcsolása, egy 2008 nyarán készült reprezentatív felmérés szerint a magyarok 91%-a szerint van cigánybűnözés.
A kriminalisztika és szociológia jelenlegi álláspontja szerint a cigányság empirikus alapon feltételezett magasabb bűnelkövetési mutatói nem közvetlenül származásukkal, hanem a körükben gyakran tapasztalható halmozottan hátrányos helyzettel, a szegregációval és egyéb tényezőkkel, például magával a cigányellenességgel függenek össze.
A kifejezés használatát bírálók szerint a cigánybűnözés szó etnikailag diszkriminatív, a cigányságra nézve sértő kifejezés. Úgy tartják, hogy az túlságosan kihangsúlyozza az etnikai tartalmakat, és azt sugallja, mintha a bűnözés a cigányság egészére jellemző lenne.

## Története

Az európai cigányság hozzávetőleges létszáma

A cigányság a világ több mint 40 országában szétszóródva él. Lélekszámukra vonatkozóan nincsenek pontos statisztikai adatok. A cigányok Európa minden országában megtalálhatóak, a Közel-Keleten, az egykori Szovjetunió több utódállamában éppen úgy, mint Észak-Afrikában, Észak- és Dél-Amerikában, Ausztráliában és Új-Zélandon is. Az Európában vándorlók számát minimum 7, maximum 8,5 millióra becsülik. Egy híres francia antropológus szerint a cigányságot együttesen jellemzi egyfajta „mozgalmas változatosság”, amelynek a történelmi oka a vándorlás és szétszóródás. Ez a lényegi vonás nem magában a vándorlásban rejlik, hanem a környezethez való viszonyulás módjában. Az, hogy léteznek különbségek az egyes „cigány” csoportok között, történelmileg a nagyszámú különböző vándorlási útvonallal magyarázható. Minden egyes cigány csoport olyan, amilyenné az útvonala (azok a vidékek, amelyeken áthaladt, és az az idő, amit ott töltött) tette. Ebből az is következik, hogy minden cigány csoport történelme annak a népnek a történelméhez kapcsolódik, amellyel az adott közösség – a vándorlása során – éppen érintkezésbe került.
A 19. század közepétől meginduló polgárosodás nem érintette a cigányságot, a cigány társadalom továbbra is ebben az ősi állapotban maradt, és a magyar állam beolvasztási kísérletei sorra csődöt mondtak. Egy újabb kitörési kísérlet a 20. század legelején azért akadt el, mert azokat a kismesterségeket, amelyekre szakosodtak, tönkretette a gyáripar. Az 1930-as évekre továbbra is jellemzőek maradtak a kóborló cigánykaravánok. A csendőrségi szabályzat külön kitért a karavánok ellenőrzésére.
A kommunista rendszernek sikerült először letelepítenie a cigányságot, és munkát adni nekik. A munkakerülést börtönnel büntették. A cigányság elsősorban az építőipari és a nehézipari alacsony képzettséget igénylő munkaköreiben dolgozott. A rendőrség napi rendszerességgel használta a cigánybűnözés fogalmát, és erre vonatkozó statisztikák is készültek akkoriban 1971-től 1988-ig, amelyek nem voltak tekintettel emberi, kisebbségi jogokra, adatvédelemre: etnikai alapon is folytak. A cigány bűnügyi statisztikát az Antall-kormány kisebbségi jogi megfontolásokból megszüntette.
Az OKRI (Országos Kriminológiai Intézet) állásfoglalása a cigánybűnözésről a következő:
„Magyarországon a bűnügyi statisztika legutóbb a szocializmus idején, 1971 és 1989 között, vette számba külön a cigány származású bűnelkövetőket. Ezt ma már az adatvédelmi rendszer jogszabályai nem teszik lehetővé. A személyes adatok védelméről és a közérdekű adatok nyilvánosságáról szóló 1992. évi LXIII. törvény az etnikai hovatartozást az európai gyakorlatnak megfelelően fokozottan védett, ún. különleges adatnak nyilvánította, így azt az érintett írásbeli hozzájárulása nélkül nem lehet nyilvántartani vagy közzétenni. Hasonló rendelkezést tartalmaz az ilyen különleges adat kezelésére a bűnüldözési tevékenység vonatkozásában a rendőrségi törvény.”

## A bűnözés etnikai megközelítése
A kisebbségek bűnözésének vizsgálata során az embereket különböző etnikai csoportokba osztják, a kisebbségeket eltérő külső, öröklött fizikai jellemzők alapján különböztetik meg egymástól. A különböző csoportokhoz eltérő bűnözési struktúrákat, bűnelkövetési módozatokat társítanak. A bűnözés ezen megközelítését tévesen faji megközelítésnek is nevezik, noha nincsen köze a faj fogalmához. E megközelítés legfőbb problémája, hogy így az egyes csoportokat általában a bűnözéssel kapcsolatos előítéletekkel sújtja, stigmatizációs mechanizmusokkal terheli.

## A kisebbségek bűnözése
A cigányok magasabb bűnözési arányának alapvető oka az adott társadalomba integrálódásuk hiányos volta. A gazdasági körülményeik általában rosszabbak, többségük szakképzetlen, munkanélküli, ebből is következően jövedelmük alacsony. Ezen kisebbségek kétféle civilizáció között élnek: saját kultúrájukat részben már elvesztették, a többségi középosztály kultúráját azonban még nem vették át. Elvesztették hagyományos kisközösségi kapcsolataikat, így megszűnt azok hatékony szabályozó funkciója.

## Bűnözési mutatók a cigány kisebbség körében
Európában Magyarország kivételével – hazánkban 1974 és 1989 között a kriminálstatisztika külön számba vette a cigány származású bűnelkövetőket – nincs hivatalos statisztika e bűnözési formáról. 1970-ben Franciaországban Berry vidékén folytattak kutatást, mely 275 család kriminalitását vizsgálta. 1977 és 1979 között a csehszlovák ügyészség átfogó vizsgálatot végzett a fiatalkorú cigány származású bűnelkövetőkről. Finnországban 1977-ben Grönfors vizsgálta a cigányoknál előforduló vérbosszú jelenséget.
2007-es olasz rendőrségi adatok szerint a lopások, gyilkosságok és nemi erőszak gyanújával letartóztatottak 75 százaléka romániai (többségében cigány) bevándorlók közül került ki.
Magyarországon 1986-ban publikálták egy közel tíz évig tartó kutatás eredményeit, azóta hasonlóan átfogó vizsgálat nem zajlott, mivel az 1992-es adatvédelmi törvény az európai gyakorlatnak megfelelően fokozottan védett személyes adatnak nyilvánította az etnikai hovatartozást, így az érintett hozzájárulása nélkül nem lehet nyilvántartani vagy közzétenni.
A francia kutatás a következő megállapításokat tette:
- A cigányok által elkövetett bűncselekmények általános képét a kisebb súlyú bűncselekmények jellemezték (lopások). A kiemelkedően súlyos bűncselekmények aránya nem magasabb, mint más népességben.
- Leggyakoribb bűncselekménytípusok:
  - emberölések – legjellemzőbb féltékenységi indítékból
  - hivatalos személy elleni erőszak
  - vagyon elleni bűncselekmények

A csehszlovák felmérés szerint az összes cigány bűnelkövető aránya 3-4-szer magasabb volt, mint a nem cigány bűnelkövetőké. A fiatalkorú cigányok kriminalitása 10-szerese volt a nem cigány fiatalkorúak bűnözésének. A leggyakoribb bűncselekmények a lopás, testi sértés, megrontás, rablás volt.
Magyarországon 1975 és 1979 között 10 000 lakosra jutó bűnelkövetők száma a nem cigányoknál 69,7, míg a cigányok esetében 133,3 fő volt. A fiatalkorúaknál ez a szám 118,3 míg a cigányoknál 342,7 fő. Tekintettel a két populáció eltérő korstruktúrájára, ténylegesen a cigányok esetében az összes elkövetőnél 2,2-szer, a fiatalkorúaknál 3,3-szor nagyobbak voltak ezek a mutatók.
1975 és 1979 között 5,1%-ról 5,6%-ra nőtt a cigány gyanúsítottaknak az összes gyanúsítotton belüli aránya. A fiatalkorúak aránya kétszer magasabb a cigány gyanúsítottak körében.
1975 és 1986 között az összes gyanúsított száma 20%-kal, míg a cigány gyanúsítottak száma 70%-kal emelkedett.
Ezeknek a statisztikáknak az értéke azonban erősen kérdéses. Dr. Póczik Szilveszter szerint: 
A kommunista időszakban bevett „cigánybűnözés” kifejezés megengedhetetlen módon szimbolikus kapcsolatot teremtett a cigány etnikum és a bűnözés jelensége között, és sajnálatos módon ezt erősítette az 1970-es és 80-as években készült külön cigány bűnügyi statisztika is. Ezek a statisztikák azonban diffúz módszertani bázisok miatt korábban is csak korlátozottan voltak használhatóak, a valóságban inkább azt mérték, hogy a rendőrség – a romló felderítési mutatókat kompenzálandó – mikor, milyen intenzitással dolgozott a cigányok körében.
Egy 2007-es felmérés szerint a büntetésvégrehajtási intézetekben a fogvatartottakkal foglalkozók átlagosan 54%-ra becsülték a cigány származásúak arányát. A legmagasabb arányt a Jász-Nagykun-Szolnok megyei bv-intézet 90%-os értéke mutatja; a másik véglet Vas és Győr-Sopron-Moson megye: itt az elítéltek 26%-a cigány származású. A kutatás következtetése szerint a Magyarországon ismertté vált bűnesetek elsődleges motivációja a szegénység: az eljárás alá vont személyek száma drámaian megnőtt a kilencvenes évek elejétől, de túlnyomó többségük továbbra is az alacsony iskolai végzettségűek, a rossz szociális körülmények között élők, a szakképzetlenek, a tartós munkaviszonnyal nem rendelkezők, illetve a munkanélküliek közül kerül ki.

## Bűnelkövetési okok a cigány kisebbség körében

### A gazdasági és társadalmi okok
A francia vizsgálat szerint szociális okok (nagy család, iskolázatlanság, fogékonyság az erőszak megnyilvánulásaira) illetve gazdasági okok (szegénység, gyakori éhezés, munkanélküliség, szakképzetlenség) vezettek a bűnözéshez.
A csehszlovák kutatás ilyen típusú okokként jelölte meg a fiatalkorú bűnelkövetők családjában:
- a pénzeszközök kezelésének sajátos módját
- a munkához és a művelődéshez való gyakori negatív viszonyt
- a lakások nagyságát és a benne lakók magas számát
- a gyakori alkoholizmust[19]

A magyarországi vizsgálat szerint a cigányok bűnözése alapvetően összefügg a cigányság sajátos történeti fejlődésével, amely azt eredményezte, hogy többségük a halmozottan hátrányos helyzetű társadalmi csoportokhoz tartozik. A kutatás bebizonyította, hogy a cigányság bűnözése rétegspecifikus. Az iskolázottsági szint, jövedelem, család nagysága, lakáshelyzet döntő módon meghatározta az életmódszerkezetet. Bizonyítást nyert, hogy nem a „cigány származás, cigány mivolt”, tehát valamely etnikai vonás az, amely a cigányság bűnözését – elsősorban – determinálja. A vizsgálat megállapította, hogy a cigányság bűnözése részben szubkulturális csoportok bűnözése. A megvizsgált populáció 30%-ánál a családban több generációra visszamenőleg a családtagok többsége bűnöző életmódot folytatott. A cigányság sajátos történeti fejlődése során kialakult egy olyan tradicionálisan bűnöző szubkultúrával jellemezhető csoport is, amely a bűnelkövető cigányok nagy többségét adja.
A fenntartható fejlődés gondolkodói szerint a jelenlegi gazdasági berendezkedés a környezeti problémák generálása mellett azért is problematikus, mert folyamatosan fokozza a – sok esetben egyenlőtlen – versenyt, tovább növelve a gazdagok és szegények közötti anyagi különbségeket, ami számos – esetenként etnikai jellegűként feltűnő – konfliktus forrása lehet. „A tőkemaximáló gazdaság több embert rekesztett ki a foglalkoztatásból, mint amennyit el lehet látni az állam által beszedett haszonból."

### Kulturális konfliktusok
A finn kutatás elsősorban a vérbosszú vizsgálatára terjedt ki, a vizsgálatból a következő megállapítások emelhetők ki:
- a cigányoknak elkülönült csoportlétük, kulturális rendszerük van, így többnyire elutasítják a hivatalos igazságszolgáltatást, bizalmatlanok a jogrenddel szemben,
- a rokonsági kötelék meghatározó jelentőségű,[20]
- a magántulajdon fogalma és tisztelete elmarad a többségi társadalom mögött, gyakori az önkényes lakásfoglalás.[29]

Tauber István kriminológus szerint Magyarországon a vérbosszú jelensége 50-60 évvel ezelőtt megszűnt, nem jellemzőbb, mint a teljes magyar populációban. Ugyanakkor Tauber szerint a rendőrnek álló cigányokat a többi cigány árulónak tekinti, és a rendőrnek álló cigány maga is szerepkonfliktusba kerül.
A magyar kutatás szerint a kriminalitás a cigányság beilleszkedésében lévő csoportjait érinti leginkább, mivel ilyenkor a tradicionális belső normarendszer által irányított csoport felbomlik, a normák elvesztik funkciójukat, emiatt a csoport tagjainak konfliktusszituációkat kell átélnie.

### Egyéb okok
A csehszlovák vizsgálat szerint a cigányság és a társadalom többsége között történelmileg meghatározott távolság létezik, amely kölcsönös bizalmatlansághoz és előítéletekhez vezetett.
Magyarországi kutatások szerint hazánkban is igen erős az előítélet a cigányokkal szemben. Továbbá szerepet játszik a válságszituációk idején törvényszerűen felerősödő bűnbakképzés mechanizmusa is.

## A cigánybűnözés fogalma a magyar közéletben
A Kádár-korszak idején nyilvántartották az elítéltek származását, a rendőrségeken külön cigányvonal-vezetők dolgoztak. Ebben az időszakban a „cigánybűnözés” bevett kifejezés volt a kriminalisztikában. Moldova György „Bűn az élet” című, 1988-ban megjelent könyvében a „cigány bűnözés” kifejezést használta. Részletesen írt a jelenség hátteréről, valamint rendőrségi kezeléséről. Tonhauser László ny. rendőr alezredes egykori kiemelt cigányvonal-vezető szerint: „…egy olyan etnikumról van szó, amely mind módszerbelileg, mind taktikailag specializálódott bizonyos bűncselekményekre. Ilyennek számított a »gagyizás«, rézből készült ékszerek aranyként értékesítése, trükkös lopások, besurranásos lopások, zseblopások és így tovább. Nem az egész cigányságról volt szó, csak egy bizonyos rétegről, bizonyos családokról, akik a nagy bűnelkövetői hányadnál jóval gyakrabban hajtották végre cselekményeiket, és az elkövetéssel párosult erőszak sokkal inkább irritálta a környezetet, mint más elkövetők esetén. Ha egy etnikum elkövetőként számba jöhet, és ehhez járul a speciális, egyedi jellemzőket mutató módszer, akkor a bűnüldözésnek is szakosodnia kell. Eredményes felderítést végrehajtani speciális ismeretek nélkül képtelenség. Nem volt itt szó semmiféle fajgyűlöletről, rasszizmusról a rendőrség részéről. A bajok akkor kezdődtek, amikor a politika olyan feladatok végrehajtását is a rendőrségen kérte számon, amihez annak semmi köze nem volt.”
A rendszerváltás után az etnikai alapú statisztikákat megszüntették, és a cigánybűnözés elnevezés is kiveszett a gyakorlatból. Az 1992-es adatvédelmi törvény különleges adatnak nyilvánította a faji eredetre, a nemzeti és etnikai kisebbséghez tartozásról szóló adatokat. Ily módon ezek az adatok az érintett írásos hozzájárulása nélkül nem hozhatóak nyilvánosságra.
Egyes feltételezések szerint a cigány-magyar viszony megromlásáért a Kádár-korszak politikája is hibáztatható, mely több esetben figyelmen kívül hagyta a társadalom leszakadó csoportjait (a vidékkel szemben előnyt élvezett a városok fejlesztése, a hajléktalankérdést vagy a prostitúciót tabutémaként kezelték, munkanélküliség hivatalosan nem létezett, a szervezett bűnözés pedig a szovjet doktrína alapján csakis kapitalista társadalomban jöhetett létre.)
A magyar médiában a rendszerváltás után kerülték a származás hangsúlyozását, sőt, pozitív megkülönböztetést alkalmaztak a cigánysággal szemben. A rendőrség sem tartotta számon az elkövetők arányát, így a 2000-es évek elejére a főáramlatú médiában már csak elvétve találkozhattunk azzal, hogy leírják az elkövető származását.
A cigányság és a bűnözés tudatos vagy öntudatlan összefüggésbe hozása a politika legmagasabb szintjén is előfordult a rendszerváltás után is, mint például Horn Gyula egy 1997-es emlékezetes kijelentésében, miszerint „a roma szervezeteknek el kellene határolódniuk a bűnözőktől”, amely megállapítás a civil szerveződések részéről tiltakozást váltott ki.
A cigánybűnözés kifejezés 2005 elején került újra a köztudatba, amikor Polgár Tamás (Tomcat) blogger és botrányhős egy, a cigányok kiirtását szimuláló számítógépes játék kapcsán megszólalva a cigány kultúra bűnözésre való determináltságát hangoztatta, Póczik Szilveszter kriminológus Cigány integrációs problémák Magyarországon című művéből vett részletekkel próbálva ezt alátámasztani. Még ugyanebben az évben történt a szintén nagy vitát kiváltó Mortimer-ügy, aminek kapcsán heves indulatok törtek a felszínre, mivel először úgy tűnt, a bűncselekményt etnikai indíttatásból követték el. Később ez a feltételezés merőben hibásnak bizonyult. 2006-ban egy cigányok által elkövetett, országos felháborodást kiváltó bűncselekmény, az olaszliszkai lincselés irányította a magyarországi média figyelmét a kérdésre. A Jobbik Magyarországért Mozgalom a pártok között elsőként célul tűzte ki a cigánybűnözés elleni kampányt és elindította a Cigánybűnözés.com honlapot. Felkarolta a témát az akkoriban felkapottá váló kuruc.info radikális honlap, amely külön rovatot indított Cigánybűnözés címmel, rendszerint olvasói leveleket és más oldalakról átvett olyan bűnügyi híreket közölve, ahol elhallgatják az elkövetők származását.
Szintén a Jobbik ismerte fel először, hogy komoly népszerűségre tehet szert a társadalom egyes rétegei körében, akik főleg a vidéken élő, idősebb korosztályból kerülnek ki. Ezen lakosok a leginkább kiszolgáltatottak a bűnözés ezen formáinak, és a krónikus rendőrhiány, valamint az államhatalom tehetetlensége miatt egyre inkább elkeserednek. Ezen okok miatt is a kialakuló konfliktusokban egyre több ilyen helyen jelent meg a párthoz köthető Magyar Gárda, elmondásuk szerint demonstrálni a cigánybűnözés ellen.
2007-ben Szikinger István alkotmányjogász egy etnikai konfliktusok elkövetői tárgyában rendezett konferencián kavart vihart kijelentésével, mely szerint tagadhatatlanul van cigánybűnözés, ennek belátásához elég csak bepillantani a börtönökbe, hozzátette azonban, hogy nem genetikai meghatározásra gondolt. 2008 elején a Blaha Lujza téri késelő esete kapott nagyobb nyilvánosságot.
A Nézőpont Intézet 2008 nyarán végzett reprezentatív felmérésében a polgárok elsöprő többsége, 91%-a szerint létezik cigánybűnözés. Érdekesség, hogy mind a két nagy párt szimpatizánsai nagyjából egyenlő arányban válaszoltak igennel a kérdésre, mutatja ez tehát, hogy hamis a kormánypártok azon értékelése, miszerint csak a radikális jobboldal szerint létezik ez a probléma, összegezte a közvéleménykutató.
2009. január 30-án dr. Pásztor Albert miskolci rendőrkapitány egy sajtótájékoztatón kijelentette, hogy Miskolcon az előző két hónapban elkövetett nyolc utcai rablás tettesei mind cigányok voltak és szerinte ennek elhallgatása hátráltatja a helyzet megoldását. Draskovics Tibor miniszter kezdeményezésére Bencze József, az ORFK vezetője még aznap leváltotta a rendőrkapitányt kijelentései miatt. A döntést felháborodás követte, a rendőrkapitány védelmére kelt a miskolci polgármester Káli Sándor (MSZP), a városi Fidesz-KDNP frakció, az SZDSZ miskolci szervezete, a Jobbik, valamint Lakatos Attila borsodi cigányvajda A tiltakozás hatására másnap február 1-jén visszahelyezték tisztségébe a rendőrkapitányt. Délután szimpátiatüntetést tartottak mellette, melyen mintegy 3-4000 ember vett részt. Több szónok a miniszter, Draskovics Tibor lemondását követelte. A miskolci botrányhoz kapcsolódóan 2009 februárjában Orbán Viktor is kifejtette véleményét a cigánybűnözés fogalmáról. Szavai szerint „én a cigánybűnözés szót sohasem használom, de cigány bűnözők azért vannak. Vagyis cigánybűnözés nincs, cigány bűnözők vannak”. Az ügy utóéletéhez tartozik, hogy a 2014-es önkormányzati választáson a baloldali ellenzék Pásztor Albertet jelölte mikolci polgármesternek. Ennek folytán a baloldal kellemetlen magyarázkodásra kényszerült a témában. Ennek csúcspontja Eörsi Mátyás 2014 júliusi nyilatkozata volt az ATV Egyenes beszéd című műsorában, amikor a következő hangzott el: „Most csak arról beszélünk, romabűnözés van-e, sajnos ilyen statisztikailag létezik és mögötte igen súlyos szociális tragédiák vannak”.
2007-ben Bíber József Tibor, a Jobbik alelnöke annak a meggyőződésének adott hangot, miszerint a „cigánybűnözésnek” genetikai okai is vannak. Az ombudsmanok közös nyilatkozatban ítélték el, Sólyom László államfő egyenesen a náci ideológiához hasonlította a Jobbik Magyarországért Mozgalom cigánybűnözést emlegető nézeteit.

### Cigány közéleti szereplők álláspontja
Lakatos Attila cigány közszereplő, aki 2008 őszén többször is nyilatkozott, és akit egyes sajtótermékek „borsodi cigányvajdaként” aposztrofáltak, a miskolci rendőrkapitány egy sokak által vitatott kijelentésével kapcsolatban kijelentette, hogy cigánybűnözés pedig létezik. 

### A fogalom kritikái
2008. december 16-án a Fővárosi Bíróság kimondta a Magyar Gárda Egyesület feloszlatását, s ítéletében kitért a cigánybűnözésre is, amely elleni küzdelmet a Gárda célul tűzte ki. Pataki Árpád, a tárgyalást vezető bíró kiemelte a Tatárszentgyörgyön történt Magyar Gárda felvonulást, ahol a beszédek középpontjában a cigánybűnözés állt. A bíróság ítéletében kifejtette, hogy azt nem állítja, hogy nincsenek cigány elkövetők, azonban ennek középpontba állítása és ezzel indulatok keltése jogállami keretek között – döntésük szerint – elfogadhatatlan. A cigánybűnözés szó rasszista és átgondolatlan mivoltára kívántak rávilágítani azok az újságírók és közéleti szereplők, akik 2008 utolsó hónapjaiban ellentétpárként dobták be a köztudatba a magyarbűnözés szót.
Példa is akad arra, hogy egy-egy nagyobb felháborodást keltő bűnügyet, mint a szikszói kettősgyilkosságot, a cigánybűnözés létezésének hangadói igyekeztek minél jobban meglovagolni. A bűncselekmény során 2011. április 17-én egy idős, védekezésre képtelen házaspárt bestiális kegyetlenséggel meggyilkoltak. Sokan a tett elkövetését roma illetőségű bűnözőknek tulajdonították, ennek jegyében a Magyar Gárda felvonulást is tartott Szikszón, ugyanezt tette később a Szebb Jövőért Egyesület is. A helyi cigányok mindkét esetben tiltakoztak az őket szerintük diszkrimináló felvonulások ellen. 2018-ban végül a rendőrség kiderítette, hogy a különösen kegyetlen kettősgyilkosságot egy helybeli férfi követte el, aki nem roma illetőségű, sőt az áldozatok közeli szomszédja volt. Ráadásul a házaspár bizalommal is volt korábban iránta, ezenkívül polgárőrként köztisztelet is övezte egykor a tettest.
Egy másik esetben, 2012. augusztus 18-án Cegléden került sor tettlegességig fajúló konfliktusra a romák és Magyar Gárda (mintegy több száz ember) között. A Gárda már az esetet megelőzően demonstratívan felvonult Cegléden, többen közülük rasszista bekiabálásokat tettek. Erre válaszul a helyi romák erőszakkal léptek fel ellenük. Az esetet követően több gárdistát és romát is bíróság elé állítottak. A Gárdát néhány helyi lakos hívta be korábban, mivel megszaporodtak a kisebb vagyonelleni bűncselekmények (lopások) Cegléden. Néhány helyi roma úgy nyilatkozott, hogy a lopások három személy követte el, ám a gárdisták kollektíven minden cigánnyal szemben uszítottak.
Az ország közvéleményére igen megrázóan hatott a Budapesten, a Deák téren elkövetett késeléses kettősgyilkosság 2020 májusában. Egy éppen 18. születésnapját ünneplő fiatal fiú drog és alkohol hatása alatt pusztán nagyzolási vágyból, bármiféle ok nélkül megölt két idősebb fiatalt. A tettes, bár előzetesen beismerte a gyilkosságot, később már olyan hozzáállással tagadta azt, hogy mind az áldozatok hozzátartozóit, mind a társadalmat felháborította vele. Elterjedt a hír, hogy a gyilkosság elkövetője roma származású, ezért a Mi Hazánk Mozgalom és drukkerek (az egyik áldozat Újpest-szurkoló volt) tüntetést szerveztek részben az Országos Roma Önkormányzat irodájához. Többen hangosan demonstrálták: „Igenis van cigánybűnözés!” Nagyon rövid időn belül kiderült, hogy a gyilkosságot elkövető fiatal nem cigány. Az eset kapcsán voltak akik a Mortimer-ügy megismétlődését emlegették.

## Külföldi párhuzamok
Az Index című internetes újság egy, a Krónika című kolozsvári lap híradása nyomán született írása szerint több székelyföldi faluban 2009-re mindennapos összecsapások voltak a cigány és a többségi magyar lakosság között, amit sokszor csak nagy rendőrségi erőkkel lehetett megfékezni. Az írás konkrétan a Csíkszentmártonban zajló eseményekről számol be. A falu magyar lakói által felemlített okok között szerepelt a cigányok életvitele, az állatok nem megfelelő tartása, a bűnözés, valamint a verekedések is.
Olaszországban, azon belül is Nápolyban az olasz lakosok cigánytelepre támadtak, mivel egy cigány lányt egy csecsemő elrablásával gyanúsítottak. „Az olasz fiatalok Nápoly külvárosában, több tábort felgyújtottak. A főként romániai cigány bevándorlókat az olasz lakosság elutasítóan fogadja, őket okolja a biztonság hiánya miatt. Silvio Berlusconi új kormánya bejelentette: rövidesen intézkedéseket hoz, hogy bűncselekmények elkövetése esetén, illetve megélhetési források híján könnyebb legyen a román állampolgárok ellenőrzése, illetve az országból való kiutasításuk.”
Angliában a Scotland Yard a román rendőrséggel karöltve próbálja visszaszorítani a Romániából áttelepült cigány bűnözőket, akik – elsősorban cigány – gyermekeket kényszerítenek koldulásra, lopásra, rablásra. Az így okozott kár a Scotland Yard szerint meghaladja a 100 000 fontot.

Írországban cigány bűnözői csoportok rabszolgatartása okozott jelentős problémát. Áldozataikat meghatározott cégeknél kényszerítették munkára, majd keresetük jelentős részét elvették. Az ellenszegülőket többek között családtagjaik megverésével, megkínzásával törték meg.
Kanadában, 2011–12-ben a Magyarországról és a Cseh Köztársaságból tömegesen bevándorló cigányság okozott komoly problémákat. A magyarországi banda embercsempész-hálózatot kiépítve intézte honfitársaik tömeges bevándorlását. A kiutaztatott romák a reptéren egyből menedékjogot kértek, és így bőkezű szociális ellátáshoz jutottak. A bűnözők a kiutaztatott magyarországi cigányokat ezután rabszolgasorban tartották, nehéz fizikai munkára vagy különböző bűncselekmények elkövetésére kényszerítették, miközben a nekik járó szociális juttatásokat felvették. Az eset a magyar állampolgárok vízummentességének ideiglenes visszavonását, majd később a bevándorlási szabályok jelentős szigorítását eredményezte.

## A cigánybűnözés a kultúrában és a médiában
A gyilkosságok és vagyon elleni bűncselekmények mellett a leggyakoribb cigányoknak tulajdonított motívum a gyermekrablás, mely a folklórban és napjaink közbeszédében is felbukkan. Victor Hugo 1831-ben megjelent, A párizsi Notre-Dame című regényének egyik központi szereplőjét, Esmeraldát cigányok rabolták el csecsemőkorában. Egy amerikai bűnügyi sorozat, a Gyilkos elmék Magyarországon is sugárzott negyedik évadában egy cigány család fiatal lányokat rabol, hogy fiuknak így szerezzen feleséget.